# آکادمی هنرهای زیبای اومئو

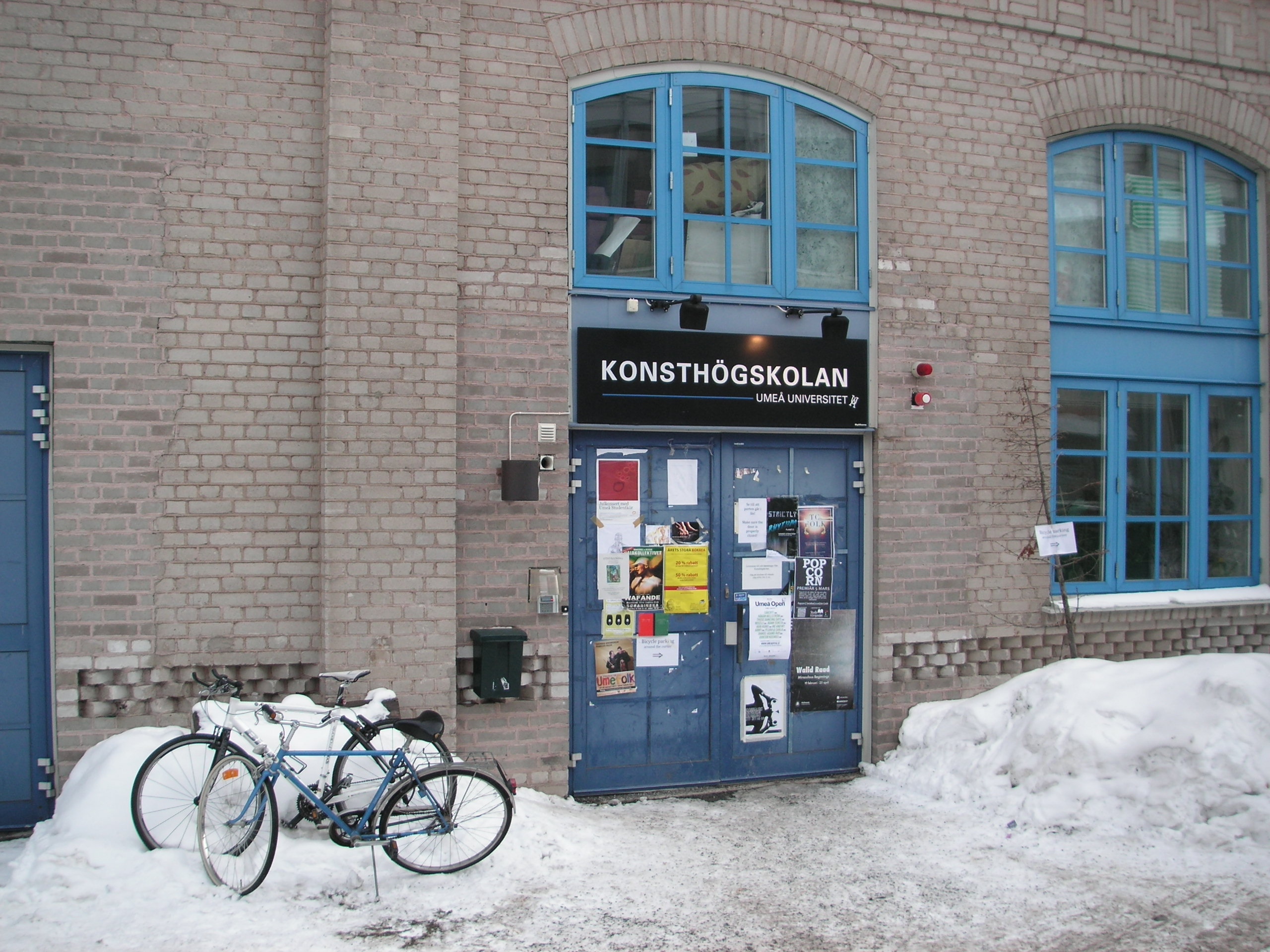
Entrance

 آکادمی هنرهای زیبای اومئو 
Konsthögskolan
| سوئدی           | Konsthögskolan                                                            |
| تأسیس           | ۱۹۸۷                                                                      |
| نوع دانشگاه     | دانشگاه دولتی                                                             |
| رئیس دانشگاه    | رولاند اسپولاندر                                                          |
| موقعیت          | اومئو, سوئد                                                               |
| دانشجو          | ۶۰                                                                        |
| اعضای هیئت علمی | ۱۸                                                                        |
| پردیس           | منطقه شهری                                                                |
| عضو             | EUA                                                                       |
| وبگاه           | Umeå Institute of Design بایگانی‌شده در ۴ نوامبر ۲۰۱۲ توسط Wayback Machine |

آکادمی هنرهای زیبای اومئو (به سوئدی: Konsthögskolan i Umeå) یک مدرسه هنر وابسته به دانشگاه اومئو است.
این آکادمی در سال ۱۹۸۷ میلادی تأسیس شده است و دارای ۶۰ دانشجو می‌باشد و دوره‌های سه ساله کارشناسی، دو ساله کارشناسی ارشد و همچنین دوره‌های تابستانی را برگزار میکند، دانشجویان کار با فلز، چوب، برنز، گچ، گرافیک، عکس، ویدئو، صدا و کامپیوتر را براساس هنر آموزش میبینند.